# Saulxures-lès-Vannes
Saulxures-lès-Vannes és un municipi francès situat al departament de Meurthe i Mosel·la i a la regió del Gran Est. L'any 2007 tenia 376 habitants.

## Demografia

### Població
El 2007 la població de fet de Saulxures-lès-Vannes era de 376 persones. Hi havia 155 famílies, de les quals 42 eren unipersonals (29 homes vivint sols i 13 dones vivint soles), 50 parelles sense fills, 50 parelles amb fills i 13 famílies monoparentals amb fills.
La població ha evolucionat segons el següent gràfic:
Habitants censats

### Habitatges
El 2007 hi havia 174 habitatges, 152 eren l'habitatge principal de la família, 14 eren segones residències i 8 estaven desocupats. 156 eren cases i 18 eren apartaments. Dels 152 habitatges principals, 112 estaven ocupats pels seus propietaris i 41 estaven llogats i ocupats pels llogaters; 3 tenien dues cambres, 10 en tenien tres, 42 en tenien quatre i 97 en tenien cinc o més. 132 habitatges disposaven pel capbaix d'una plaça de pàrquing. A 69 habitatges hi havia un automòbil i a 72 n'hi havia dos o més.

### Piràmide de població
La piràmide de població per edats i sexe el 2009 era:
| Homes | Edats   | Dones |
| ----- | ------- | ----- |
| 0     | 95 o +  | 0     |
| 0     | 90 a 94 | 0     |
| 4     | 85 a 89 | 12    |
| 4     | 80 a 84 | 0     |
| 12    | 75 a 79 | 8     |
| 4     | 70 a 74 | 12    |
| 12    | 65 a 69 | 8     |
| 12    | 60 a 64 | 8     |
| 4     | 55 a 59 | 8     |
| 16    | 50 a 54 | 12    |
| 4     | 45 a 49 | 0     |
| 8     | 40 a 44 | 8     |
| 12    | 35 a 39 | 4     |
| 24    | 30 a 34 | 32    |
| 28    | 25 a 29 | 12    |
| 8     | 20 a 24 | 4     |
| 8     | 15 a 19 | 8     |
| 28    | 10 a 14 | 0     |
| 16    | 5 a 9   | 12    |
| 20    | 0 a 4   | 4     |

## Economia
El 2007 la població en edat de treballar era de 233 persones, 176 eren actives i 57 eren inactives. De les 176 persones actives 166 estaven ocupades (94 homes i 72 dones) i 10 estaven aturades (3 homes i 7 dones). De les 57 persones inactives 23 estaven jubilades, 10 estaven estudiant i 24 estaven classificades com a «altres inactius».

### Ingressos
El 2009 a Saulxures-lès-Vannes hi havia 145 unitats fiscals que integraven 364 persones, la mediana anual d'ingressos fiscals per persona era de 16.231 €.

### Activitats econòmiques
Dels 3 establiments que hi havia el 2007, 1 era d'una empresa de transport i 2 d'empreses de serveis.
L'any 2000 a Saulxures-lès-Vannes hi havia 11 explotacions agrícoles que ocupaven un total de 1.080 hectàrees.

## Equipaments sanitaris i escolars
El 2009 hi havia una escola elemental integrada dins d'un grup escolar amb les comunes properes formant una escola dispersa.

## Poblacions més properes
El següent diagrama mostra les poblacions més properes.